# Здание Русского торгово-промышленного банка (Самара)
Здание Русского Торгово-Промышленного банка — достопримечательность Самары. Находится на пересечении улиц Куйбышева и Пионерской.

## История

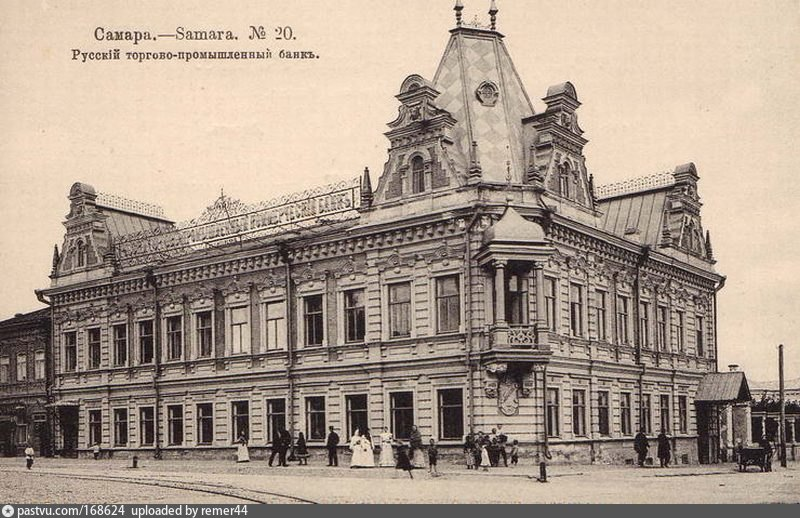
В начале XX века.

Здание на углу улиц Дворянской (Куйбышева) и Воскресенской (Пионерская) в конце XIX в. принадлежало Кожевникову. В 1880-х гг. он продал его купцу Н. Ф. Дунаеву. Дом был в его собственности до 1896 г. и был далее продан Русскому Торгово-Промышленному коммерческому банку.
Банк поручил московскому архитектору А. У. Зеленко, в 1897—1900 гг. проживавшему в Самаре и работавшему здесь городским архитектором, разработать план перестройки здания. В 1899 г. проект здания в неорусском стиле был создан. Здание было реконструировано, после чего оно приобрело два шатра на крыше, а также один большой шатёр на углу. Фасад здания банка стал рустованным и получил балкон с навесом. В целом здание стало доминантой квартала, приобретя провинциальную помпезность.
После Октябрьской Революции в здании бывшего банка размещались разные организации: вначале это был областной туберкулёзный диспансер, потом — городской туберкулёзный диспансер № 1. Ныне здесь работает Самарский областной клинический противотуберкулёзный диспансер им. Н. В. Постникова.
19 ноября 1966 г. здание бывшего банка по решению № 617 Куйбышевского областного исполкома получило статус памятника архитектуры местного значения. За прошедшие десятилетия здание изрядно обветшало, потеряло часть декоративных элементов и требует реставрации.
Здание реставрировали в 2016—2018 году перед чемпионатом мира по футболу.